# Miraumont
Pour les articles homonymes, voir Miraumont (homonymie).
Miraumont est une commune française située dans le département de la Somme, en région Hauts-de-France.

## Géographie

### Localisation

#### Communes limitrophes
|                                  | Achiet-le-Petit (Pas-de-Calais) |       |
| Puisieux-au-Mont (Pas-de-Calais) | Miraumont                       | Irles |
|                                  | Grandcourt                      | Pys   |

Miraumont est située à la source de la rivière Ancre, le troisième plus long affluent de la Somme.

### Nature du sol et du sous-sol
Le sol de la commune est de nature argileuse et le sous-sol de nature calcaire de l'époque crétacée. Vers le sud-ouest, le sous-sol est siliceux.

### Relief, paysage, végétation
Le village de Miraumont est construit dans un étroit vallon, entre deux collines qui marquent la limite entre le département de la Somme et celui du Pas-de-Calais.

### Hydrographie

#### Réseau hydrographique
La commune est située dans le bassin Artois-Picardie. Elle est drainée par l'Ancre, d'une longueur de 37 km, qui prend sa source dans la commune  et se jette  dans la Somme canalisée à Aubigny, la Fontaine, la Puisieux, l'Achiet-le-Petit, le Beaucourt-sur-l'Ancre, le Vieux Moulin, l'Irles et divers autres petits cours d'eau.

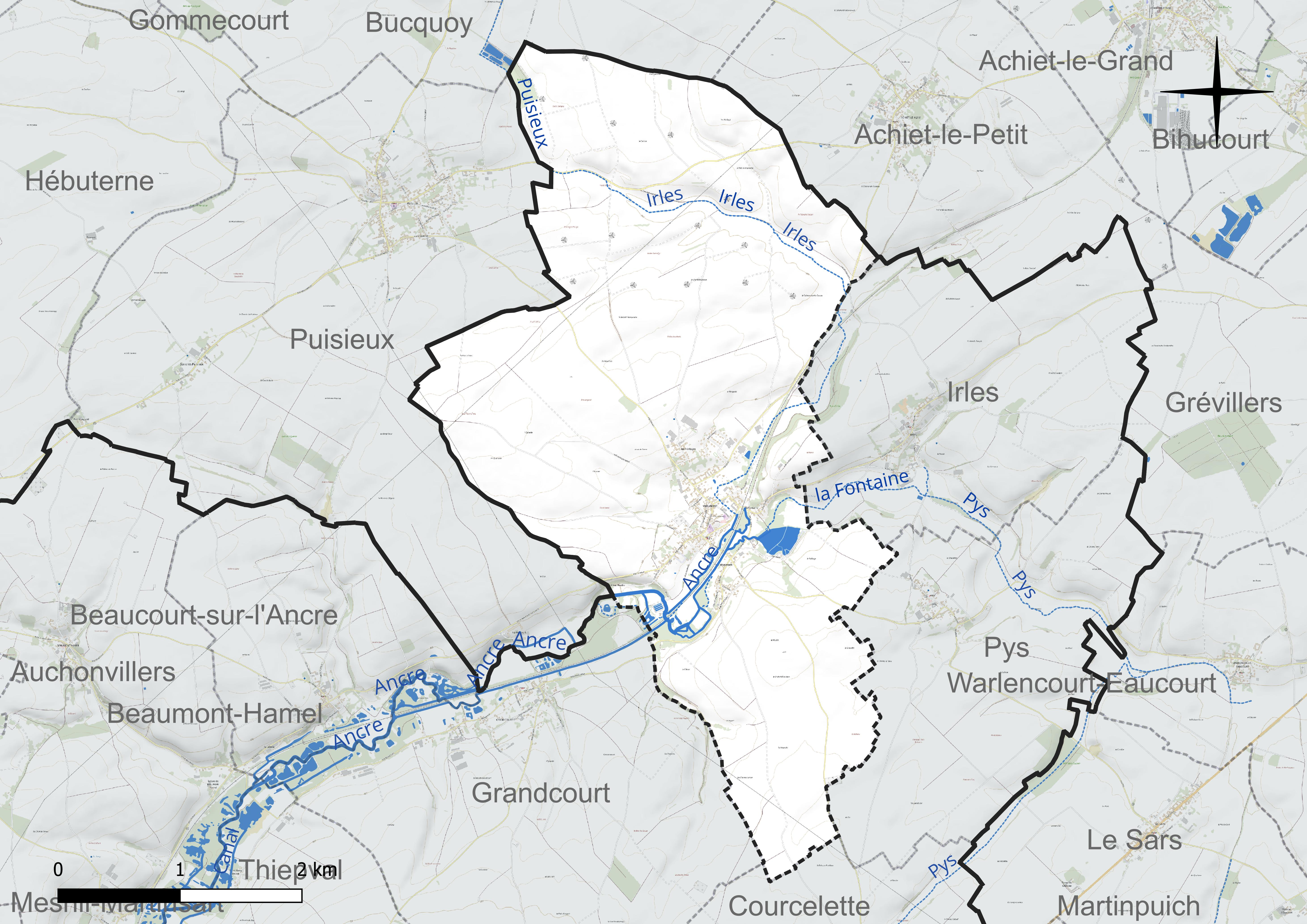
Réseau hydrographique de Miraumont.

#### Gestion et qualité des eaux
Le territoire communal est couvert par le schéma d'aménagement et de gestion des eaux (SAGE) « Somme aval et Cours d'eau côtiers ». Ce document de planification concerne un territoire de 1 835 km2 de superficie, délimité par le bassin versant de la Somme canalisée. Le périmètre a été arrêté le 29 avril 2010 et le SAGE proprement dit a été approuvé le 6 août 2019. La structure porteuse de l'élaboration et de la mise en œuvre est le syndicat mixte d'aménagement hydraulique du bassin versant de la Somme (AMEVA).
La qualité des cours d'eau peut être consultée sur un site dédié géré par les agences de l'eau et l'Agence française pour la biodiversité.

### Climat
Pour des articles plus généraux, voir Climat des Hauts-de-France et Climat de la Somme.
En 2010, le climat de la commune est de type climat océanique dégradé des plaines du Centre et du Nord, selon une étude du CNRS s'appuyant sur une série de données couvrant la période 1971-2000. En 2020, Météo-France publie une typologie des climats de la France métropolitaine dans laquelle la commune est exposée à un climat océanique et est dans la région climatique Nord-est du bassin Parisien, caractérisée par un ensoleillement médiocre, une pluviométrie moyenne régulièrement répartie au cours de l'année et un hiver froid (3 °C).
Pour la période 1971-2000, la température annuelle moyenne est de 10,4 °C, avec une amplitude thermique annuelle de 14,4 °C. Le cumul annuel moyen de précipitations est de 745 mm, avec 12,4 jours de précipitations en janvier et 9,1 jours en juillet. Pour la période 1991-2020, la température moyenne annuelle observée sur la station météorologique la plus proche, située sur la commune de Méaulte à 13 km à vol d'oiseau, est de 10,7 °C et le cumul annuel moyen de précipitations est de 730,3 mm,. Pour l'avenir, les paramètres climatiques de la commune estimés pour 2050 selon différents scénarios d'émission de gaz à effet de serre sont consultables sur un site dédié publié par Météo-France en novembre 2022.

## Urbanisme

### Typologie
Au 1er janvier 2024, Miraumont est catégorisée commune rurale à habitat dispersé, selon la nouvelle grille communale de densité à sept niveaux définie par l'Insee en 2022.
Elle est située hors unité urbaine et hors attraction des villes,.

### Occupation des sols
L'occupation des sols de la commune, telle qu'elle ressort de la base de données européenne d'occupation biophysique des sols Corine Land Cover (CLC), est marquée par l'importance des territoires agricoles (95,2 % en 2018), une proportion sensiblement équivalente à celle de 1990 (95,5 %). La répartition détaillée en 2018 est la suivante : 
terres arables (89,2 %), prairies (6 %), zones urbanisées (3,4 %), forêts (1,4 %). L'évolution de l'occupation des sols de la commune et de ses infrastructures peut être observée sur les différentes représentations cartographiques du territoire : la carte de Cassini (XVIIIe siècle), la carte d'état-major (1820-1866) et les cartes ou photos aériennes de l'IGN pour la période actuelle (1950 à aujourd'hui).

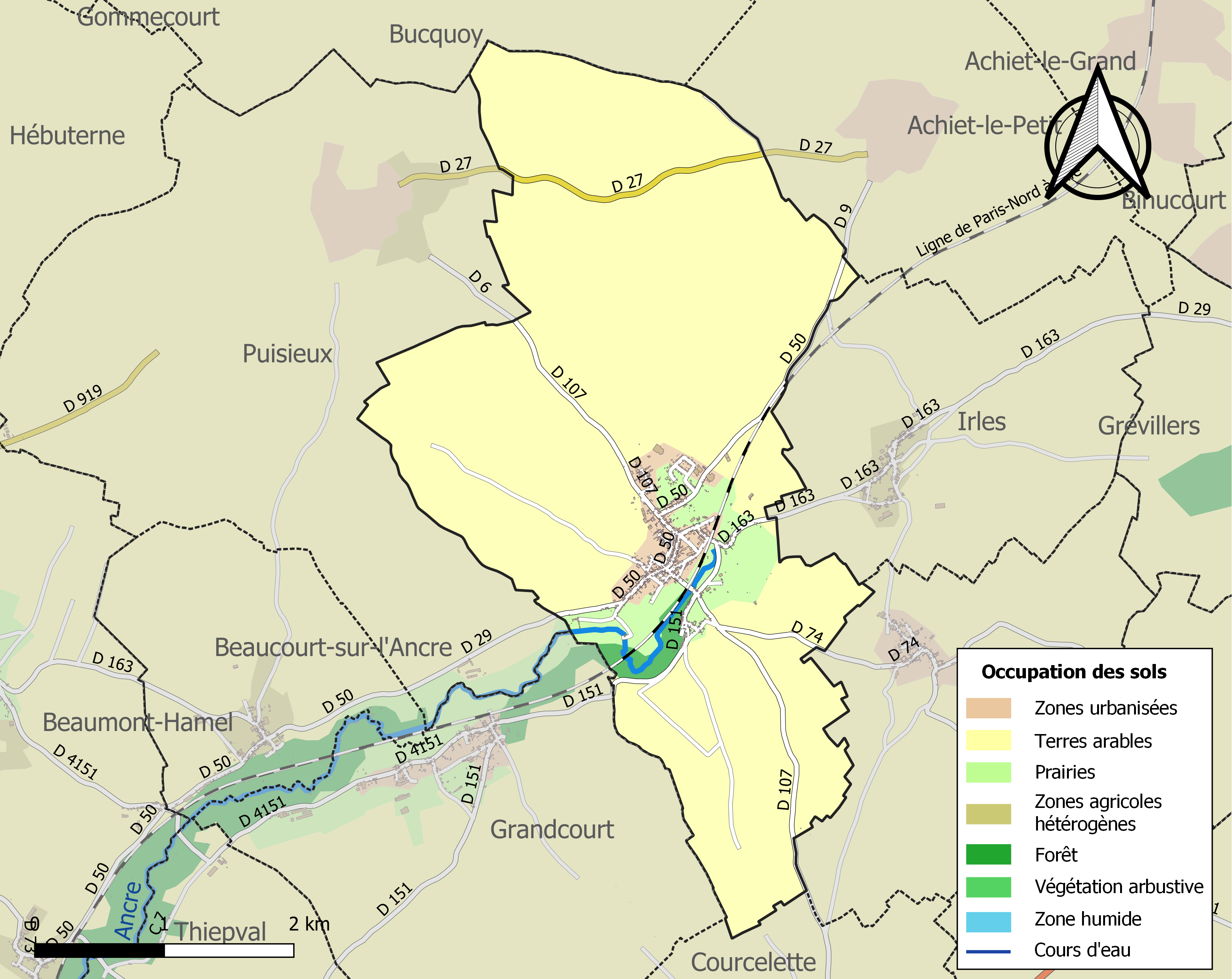
Carte des infrastructures et de l'occupation des sols de la commune en 2018 (CLC).

### Habitat
La commune présente un habitat groupé entièrement reconstruit pendant l'entre-deux guerres.

### Voies de communication et transports
La vallée de l'Ancre a été utilisée pour la construction de la section Amiens-Arras sur la voie ferrée « ex-grandes-lignes » Paris-Lille (comme la vallée de la Somme entre Amiens et Corbie).
La gare de Miraumont en service, le long de l'Ancre, est encadrée par celle d'Achiet dans le Pas-de-Calais, près de Bapaume, et par celle d'Albert, son chef-lieu de canton.

## Toponymie

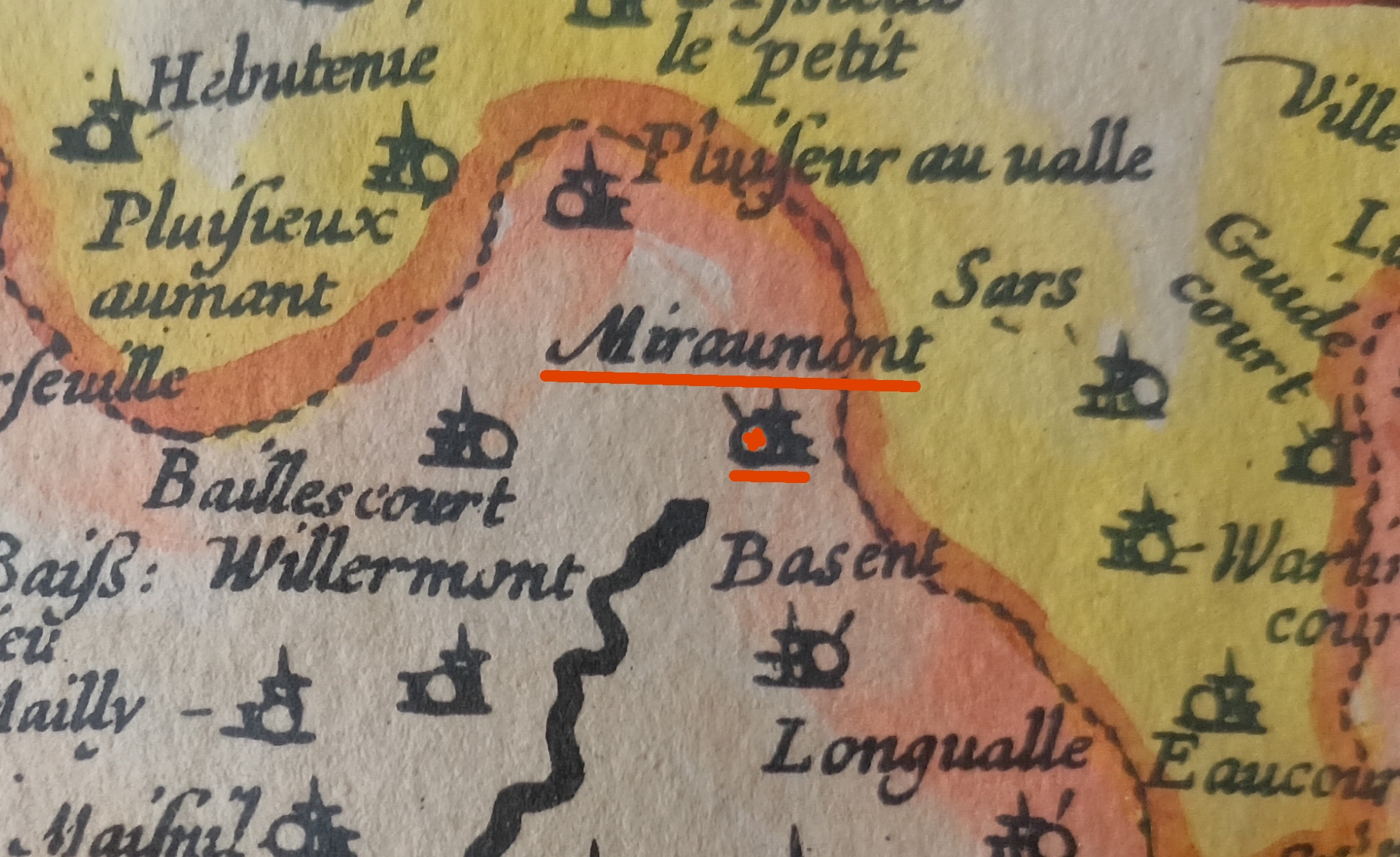
Miraumont sur une carte de la Picardie de 1620.

Plusieurs formes existent dans les textes anciens pour désigner Miraumont. Mira Mirabilis (1106), Mons Mirus (1217), Miralmont, Miromont (1314), Myraumont, Miraulmont aux XVe et XVIe siècles. dom Grenier, au XVIIIe siècle, le nomme Miraumont-le-Camp, bourg fortifié aux frontières de la Picardie et de l'Artois.
 
Le nom de Miraumont serait d'origine franque et signifierait « mont admirable ».

## Histoire

### Antiquité
Sur le monticule dominant la vallée de l'Ancre, appelé le Petit-Miraumont et autrefois le Salvé, aurait été édifié un camp militaire romain. Dom Grenier nommait le village Miraumont-le-Camp.

### Moyen Âge
Il est fait mention de Miraumont dans un titre de l'abbaye de Corbie de 1106. La même année, Sifrid de Miraumont, assista à la dédicace de l'église abbatiale d'Arrouaise en 1106.
En 1159, par une charte, Raoul, comte de Péronne, confirma les biens possédés à Miraumont par l'abbaye d'Eaucourt. En 1185, il est fait mention de la motte castrale qui par la suite fut transformée en château en pierre. Guy Ier de Miraumont établit les coutumes de Miraumont accordant des droits aux échevins.
En 1214, Jean de Bouchavesne, châtelain de Péronne, tenait du roi de France des terres à Miraumont. En 1217, sous le roi Philippe-Auguste, une charte communale fut octroyée à Miraumont. Il existait à Miraumont, en 1220, une maladrerie ou un hôtel-Dieu.
Maheu de Miraumont fit aveu de la châtellenie de Miraumont au roi Charles V, en 1367, pour son château et la ville de Miraumont. En 1380, les Anglais logèrent à Miraumont au cours de la guerre de Cent Ans.
En 1414, au cours du siège de Bapaume, l'armée de Charles VI venait chercher de l'eau à Miraumont.
. Le roi Henri V d'Angleterre campa avec son armée à Miraumont avant de se rendre à Azincourt, en 1415.
Les 26 et 27 avril 1472, Robert de Miraumont reçut en son château Charles le Téméraire, duc de Bourgogne.
La famille de Miraumont donna plusieurs maïeurs à la ville de Péronne. Elle existait encore au début du XVIIe siècle.

### Époque moderne
En 1532, les Impériaux pillèrent et brûlèrent Miraumont. En 1532, Philippe de Miraumont, gouverneur de Corbie, dans un aveu fit mention du château, de la basse cour avec maison et granges, étables et colombier, jardin de plaisance en paliers en dessous du château. Le bourg de Miraumont était entouré d'un fossé.
Le 27 août 1553, Miraumont et Encre (Albert) furent pillées et incendiées par les Impériaux qui se retranchèrent deux jours dans le château tandis que le roi Henri II campait à Grandcourt, avec son armée. Le lendemain, il reprit Miraumont et y séjourna en compagnie du prince de Ferrare, du duc de Guise, du prince Charles de La Roche-sur-Yon et du maréchal de Saint-André. En 1565, la tante de Philippe de Miraumont, Jeanne de Chable, résidait au château. Le 16 avril 1578, l'évêque d'Arras fit halte au château de Miraumont.
Au XVIIe siècle, le bourg fortifié de Miraumont fut détruit par les Espagnols et ne retrouva jamais son importance passée.
1697, par arrêt du Conseil du roi, l'hôtel-Dieu de Miraumont fut réuni à celui d'Albert.
En 1725, Adrien Balédent était employé comme clerc et maître d'école, il fut remplacé par son fils en 1772.

### Époque contemporaine

#### XIXe siècle

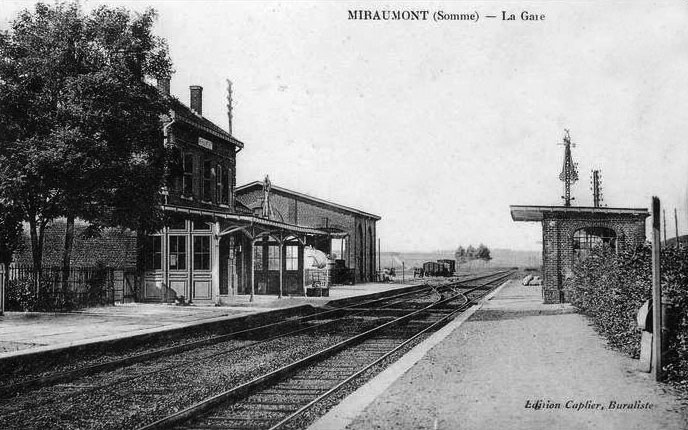
Ancienne gare de Miraumont.

Sous le Premier Empire, en l'an XIII, Charles Delory devint instituteur à Miraumont et le resta jusqu'en 1843. Son fils Louis lui succèda jusqu'en 1878.
Le 18 juin 1846, fut mise en service la ligne de chemin de fer de Paris à Lille, Miraumont fut dotée d'une gare qui fut transformée en simple halte. La gare est démolie en octobre 2021, seule subsiste une maison d'habitation.
En 1865, une fête fut organisée à Miraumont pour le don d'un tableau et l'érection d'un calvaire offerts par l'empereur Napoléon III.
Au cours de la guerre franco-allemande de 1870, le 2 janvier 1871, au cours de la bataille de Bapaume, Miraumont fut un lieu de repli momentané de l'armée prussienne. L'occupation prussienne dura du 26 décembre 1870 au 2 février 1871. Plusieurs jeunes gens de la commune sont morts au combat. Les habitants de Miraumont durent verser aux Prussiens une imposition de guerre de 4 261 francs et 39 000 francs de réquisitions diverses.

#### XXe siècle
Pendant la Première Guerre mondiale (1914-1918), Miraumont était un poste allemand situé à l'immédiat arrière du front. Un hôpital militaire était aménagé au Petit-Miraumont. Le village subit des bombardements britanniques pendant la bataille de la Somme, en 1916, en 1917 lors du repli allemand sur la ligne Hindenburg et en 1918. Le caporal Bartlet fut porté disparu à Miraumont, le 17 février 1917.
Le village de Miraumont entièrement détruit au cours de la Grande Guerre a été reconstruit pendant l'entre-deux-guerres.
Le 30 août 1941, un attentat à l'explosif est commis sur la ligne de chemin de fer Amiens-Arras à 870 m au nord-est de la gare de Miraumont.

## Politique et administration
| Période                                  | Période                   | Identité                           | Étiquette | Qualité                         |
| ---------------------------------------- | ------------------------- | ---------------------------------- | --------- | ------------------------------- |
| Les données manquantes sont à compléter. |                           |                                    |           |                                 |
|                                          |                           | Adolphe Déplanque[réf. nécessaire] |           |                                 |
|                                          |                           | Michel Déplanque[réf. nécessaire]  |           |                                 |
| Les données manquantes sont à compléter. |                           |                                    |           |                                 |
| mars 2001                                | 2008                      | Jean-Louis Croisille               |           |                                 |
| mars 2008                                | En cours (au 26 mai 2020) | René Delattre                      |           | Réélu pour le mandat 2020-2026, |

## Population et société

### Démographie
Les habitants s'appellent des Miraumontois ou des Miraumontoises.
L'évolution du nombre d'habitants est connue à travers les recensements de la population effectués dans la commune depuis 1793. Pour les communes de moins de 10 000 habitants, une enquête de recensement portant sur toute la population est réalisée tous les cinq ans, les populations de référence des années intermédiaires étant quant à elles estimées par interpolation ou extrapolation. Pour la commune, le premier recensement exhaustif entrant dans le cadre du nouveau dispositif a été réalisé en 2007.

En 2022, la commune comptait 630 habitants, en évolution de −5,83 % par rapport à 2016 (Somme : −1,26 %, France hors Mayotte : +2,11 %).
| 1793 | 1800 | 1806 | 1821  | 1831  | 1836  | 1841  | 1846  | 1851  |
| ---- | ---- | ---- | ----- | ----- | ----- | ----- | ----- | ----- |
| 910  | 805  | 902  | 1 047 | 1 120 | 1 075 | 1 198 | 1 123 | 1 098 |

| 1856  | 1861  | 1866  | 1872  | 1876  | 1881  | 1886  | 1891 | 1896 |
| ----- | ----- | ----- | ----- | ----- | ----- | ----- | ---- | ---- |
| 1 027 | 1 057 | 1 102 | 1 142 | 1 104 | 1 071 | 1 019 | 996  | 986  |

| 1901  | 1906  | 1911 | 1921 | 1926 | 1931 | 1936 | 1946 | 1954 |
| ----- | ----- | ---- | ---- | ---- | ---- | ---- | ---- | ---- |
| 1 015 | 1 006 | 962  | 507  | 694  | 732  | 741  | 725  | 707  |

| 1962 | 1968 | 1975 | 1982 | 1990 | 1999 | 2006 | 2007 | 2012 |
| ---- | ---- | ---- | ---- | ---- | ---- | ---- | ---- | ---- |
| 684  | 680  | 671  | 695  | 632  | 655  | 698  | 705  | 685  |

| 2017 | 2022 | - | - | - | - | - | - | - |
| ---- | ---- | - | - | - | - | - | - | - |
| 664  | 630  | - | - | - | - | - | - | - |

### Enseignement
L'école primaire communale, dite école de la Mairie, compte quatre classes pour 85 élèves à la rentrée 2017.
Les communes de Grandcourt, Pys et Miraumont gèrent l'enseignement primaire organisé en regroupement pédagogique intercommunal appelé Aux sources de l'Ancre.

## Économie

### Activités économiques et de services
L'activité économique de Miraumont se compose de services de proximité : commerce et artisanat, services médicaux etc.
La pisciculture de Miraumont est fermée définitivement à la pêche.
Le camping de La Hérelle propose plusieurs parcours de pêche à la truite, ainsi que des étangs pour la pêche avec carpes, esturgeons, sandres…
Il existe une petite économie locale : deux garages automobiles, quelques commerçants, une pharmacie ainsi qu'un médecin (maison médicale).

## Culture, fêtes, sport et loisirs
- Centre équestre de Baillescourt[38].
- Terrain de tennis.
- Terrain de football.

## Culture locale et patrimoine

### Lieux et monuments
- Sources de l'Ancre, près du lieu-dit « La Fontaine », non loin de l'ancienne gare.
- Traces d'une villa gallo-romaine sur le territoire communal.
- Motte castrale : d'une hauteur de 12 m et d'un diamètre de 80 m. Elle remonterait au XIe siècle. Pendant la Première Guerre mondiale, les soldats allemands creusèrent la motte et y construisirent un blockhaus dont des vestiges sont encore visibles. Les vestiges du château, construit sur la motte au Moyen Âge, étaient encore visibles à la fin du XIXe siècle.
- Église Saint-Léger. L'édifice a été reconstruit dans l'entre-deux-guerres[39]. Elle comporte de superbes vitraux récemment restaurés.

- Chapelle Notre-Dame-de-la-Paix. Datant de 1856, située sur la route de Puisieux, elle a été remaniée dans les années 1920 et rénovée en 2003[40].
- Monument aux morts, inauguré le 22 juillet 1928, il a été construit en pierre de Belgique et a la forme d'un triptyque avec une statue d'enfant. Il est l'œuvre de Gaudier-Rembaux, marbrier à Aulnoye-Aymeries (Nord).
- Cimetière militaire britannique : communal cemetery.

### Héraldique
| Blason de Miraumont | Blason  | D'argent à trois tourteaux de gueules. |
| Blason de Miraumont | Détails | Ornements extérieurs : - Croix de guerre 1914-1918 La commune a repris, les armes de la famille de Miraumont, seigneur du lieu, connus du XIIe au XVIe siècle. |

### Personnalités liées à la commune
À ce jour, aucune personnalité marquante n'est liée à la commune.

## Pour approfondir